# Bulbophyllum lilacinum
Bulbophyllum lilacinum är en orkidéart som beskrevs av Henry Nicholas Ridley. Bulbophyllum lilacinum ingår i släktet Bulbophyllum och familjen orkidéer. Inga underarter finns listade i Catalogue of Life.

## Bildgalleri

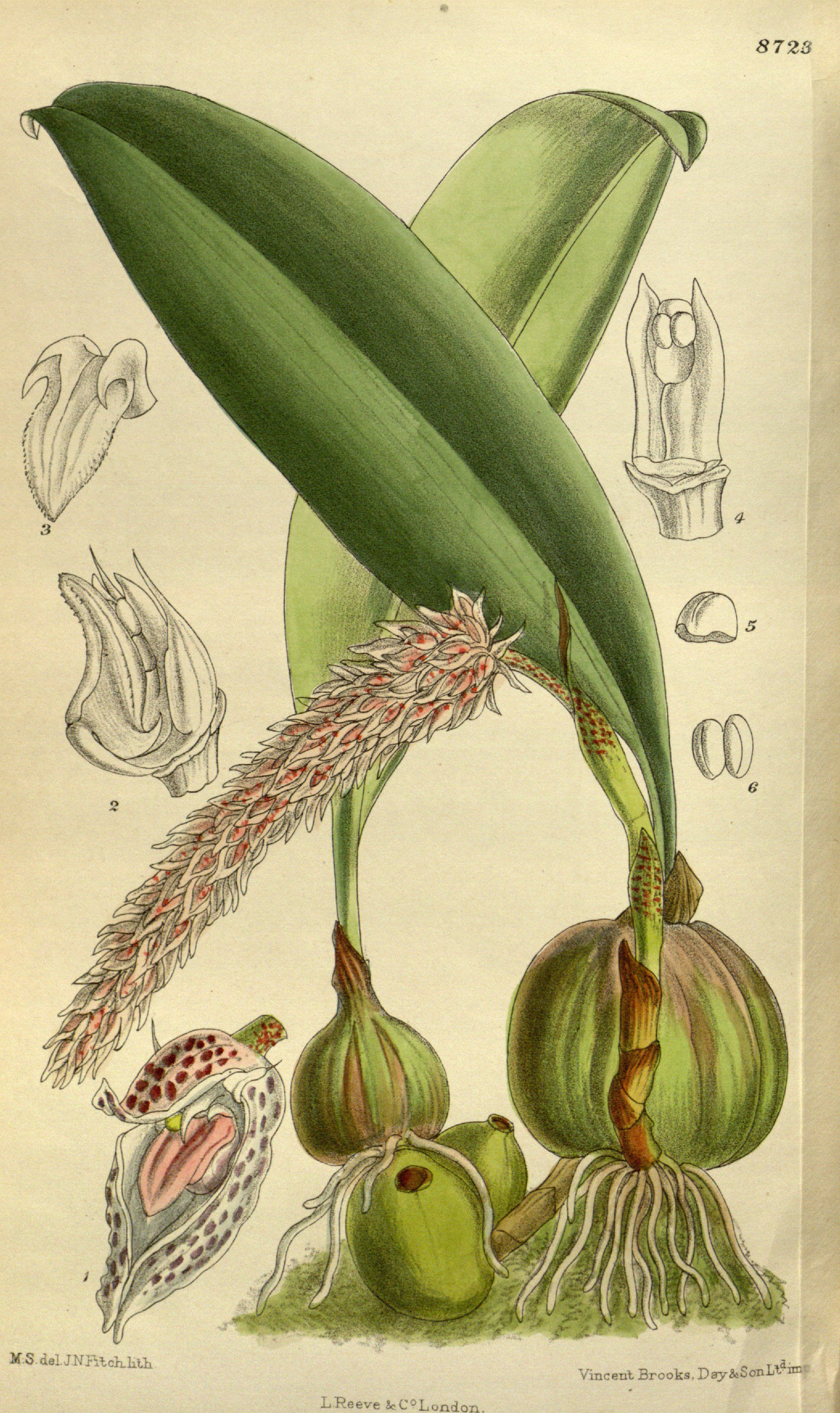